# Lélia Gonzalez
Lélia Gonzalez, född 1 februari 1935 i Belo Horizonte, död 10 juli 1994 i Rio de Janeiro, var en brasiliansk intellektuell, författare, politiker, lärare, filosof och antropolog. Hon var en pionjär i studier om svart kultur i Brasilien och medgrundare av Forskning om svarta kulturer (Pesquisas das Culturas Negras do Rio de Janeiro IPCN-RJ), aktivistgruppen Movimento Negro Unificado (MNU) och trumskolan Olodum.
Hennes arbete handlar om kampen mot strukturell rasism, ojämlikhet kopplat till ras (svart feministiskt fokus) och begreppet rasdemokrati, som förmodligen kännetecknar Brasilien. Författaren är också känd för att ha utvecklat begreppen "Amefricidade" och "Pretuguês".